# Rudolf Hollinger

Rudolf Hollinger

Rudolf Hollinger, Pseudonym Johannes Lenner (* 13. August 1910 Temesvár (deutsch Temeswar, rumänisch Timișoara), Königreich Ungarn, Österreich-Ungarn; † 7. Januar 1997 Langenau, Deutschland) war Hochschullehrer, Dichter und Dramatiker. In der Zeit des  Nationalsozialismus war er Hauptschriftleiter „völkischer Publikationen“ im Königreich Rumänien.

## Leben

### Kindheit und Studium
Hollinger verbrachte seine Kindheit teils auf dem Land, in Banatsko Veliko Selo und Kikinda im ehemaligen Jugoslawien, teils in Temesvár. Nach Abschluss des Deutschen Staatsgymnasiums Temeswar studierte er zunächst 1929–1930 Rechtswissenschaften in Cluj, danach Germanistik und Anglistik und übersiedelte 1930 nach Wien. Hier wandte er sich dem Studium der italienischen, schwedischen, altägyptischen Sprache und dem Sanskrit zu. 1934 promovierte Hollinger mit der Arbeit Das Till Eulenspiegelbuch von 1515. Seine geistige und soziale Problematik.

### Der Lehrer
Nach seiner Rückkehr nach  Timișoara war Hollinger von 1936 bis 1944 als Lehrer tätig, zunächst am Deutschen Realgymnasium, dann an der Pädagogischen Lehrerbildungsanstalt. 
Von 1941 war Hollinger Hauptschriftleiter der Zeitschrift Der deutsche Lehrer des Nationalsozialistischen Lehrerverbandes, die 1942 von Volk und Schule abgelöst wurde. Der Publikation lag die Vorstellung zugrunde, dass alle Werte und kulturelle sowie gesellschaftliche Fähigkeiten der Menschen an Erbgut und rassische Besonderheit gebunden seien. In seiner Eigenschaft als Gebietskulturwalter veröffentlichte Hollinger kulturpolitische Schriften wie „Deutsches Wesen - deutsche Sprache“, die im Sinne der Ideologie des Nationalsozialismus abgefasst waren.
Nach dem Zweiten Weltkrieg erhielt er Unterrichtsverbot und arbeitete mit kurzen Unterbrechungen von 1945 bis 1962 als Arbeiter, Büroangestellter und als Techniker im Betrieb Tehnometal, Timișoara. Der Germanistik-Lehrstuhl an der Philologischen Fakultät der Universität Timișoara wurde am 15. September 1956 gegründet, woran Hollinger zusammen mit Hans Weresch und Stefan Binder entscheidend beteiligt war. Hier lehrte Hollinger für zwei Jahre. Im Herbst 1962 erhielt er die Erlaubnis, weiterhin an der Universität zu lehren, wo er bis zu seiner Emeritierung im Jahre 1971 Vorlesungen über Deutsche Literatur, Stilistik und Anglistik hielt.

### Der Dichter
Hollingers Arbeiten waren wie die vieler zeitgenössischer Schriftsteller im Allgemeinen der Heimatpflege und dem Besingen des deutschen Bauerntums verpflichtet. Während seiner Wiener Studentenzeit schrieb Hollinger einen expressionistischen Einakter, Der Menschenfreund. Das Manuskript ging in den Wirren des Zweiten Weltkriegs verloren. Bereits während seiner Wiener Zeit begann Hollinger, in den Timișoaraer Banater Monatsheften Gedichte und literaturkritische Beiträge zu veröffentlichen. Während des Krieges entstanden vor allem Gelegenheits- und Erlebnisgedichte, von denen die Diviner Elegien eine Sonderstellung einnehmen. 1949 erschien Der Neubau unter seinem Pseudonym Johannes Lenner in der Temesvarer Zeitung. In den 1960er Jahren entstand ein Zyklus von Sonetten, als Hollinger anlässlich einer wissenschaftlichen Tagung ein umfangreiches Referat über Das deutsche Sonett im rumänischen Banat gehalten hatte. Bisher sind nur zwei Gedichtbände Hollingers erschienen: Gedichte. Südostdeutsches Kulturwerk, München 1986; Deine Stunde, Tod, ist groß. Gedichte. Linz 1997. Dazu sind noch Gedichte vereinzelt in rumäniendeutschen Publikationen und in der Bundesrepublik in den Südostdeutschen Vierteljahresblättern u. a. erschienen.
Ebenfalls zwischen 1950 und 1960 fällt Hollingers Schriftverkehr mit Hermann Hesse, der ihm ein Jahr vor Hesses Tod 1962 von dem rumänischen Geheimdienst Securitate untersagt wurde. 1980 siedelte er als Rentner mit seiner Ehefrau im Zuge der Familienzusammenführung zu seinen Kindern nach Deutschland über. Nach seiner Erblindung diktierte er in den letzten 17 Jahren seines Schaffens seine Lebenserinnerungen, die u. a. in der Wochenschrift „Der Donauschwabe“ zwischen 1999 und 2002 in 88 Folgen erschienen.

### Der Dramatiker
In den 1960er Jahren schrieb Hollingers Bühnenwerke wie Das Porträt, Geschichte einer Liebe, Drama in drei Aufzügen, das in Timișoaraer Künstlerkreisen der 1950er Jahre spielt. Auch die dramatische Studie in drei Aufzügen Wege und Wege oder Wenn sich Wege kreuzen spielt im Kreis von Intellektuellen irgendwo in Europa um die Mitte des 20. Jahrhunderts. Mit den Problemen einer Intellektuellenfamilie befasst sich das dramatische Gedicht in drei Aufzügen Der Bogenstrich. Hollinger verfasste zwei historische Dramen, Echnaton, König von Ägypten und Die Feuerkrone oder Dózsas Kampf und Verklärung. Das Schauspiel Echnaton in vier Aufzügen ist zeitlich im letzten Regierungsjahr Echnatons im Neuen Reich Ägyptens angesiedelt. Die Feuerkrone behandelt den Ungarischen Bauernkrieg von 1514 unter György Dózsa. Die „Südostdeutschen Vierteljahresblätter“ (Nr. 2/1990, S. 136 ff) und die Budapester zweisprachige Zeitschrift „Stadium. Gesellschaft und Kultur“ (Stádium irodalom, müvészet, kultúra) veröffentlichte in Nr. 2/September 1989 (S. 38–41) ein Fragment. Seine Arbeit Adam Müller-Guttenbrunn, der Entdecker des Donaudeutschtums (1942) würdigt die literarische Tätigkeit des Schwabendichters. Hollinger arbeitete intensiv an seiner bisher noch unveröffentlichten umfangreichen Geschichte der deutschen Literatur von den Anfängen bis zur Gegenwart. Das Werk gelangte zum Teil durch Vorlesungen an der Universität Timișoara an die Öffentlichkeit. Eine weitere unveröffentlichte Arbeit ist seine umfangreiche Faust-Interpretation. Hollingers Tätigkeit als Sprachwissenschaftler umfasst Arbeiten über die deutsche Umgangssprache aus der Geschichte Timișoaras: „Das Stadtdeutsch von Temeswar“. Seine Lebenserfahrung, seine Betrachtungen über Mensch und Gesellschaft, Kunst und Literatur finden sich in konzentrierter Form in dem Buch Gedankensplitter aus dem Osten. Aus dem Tagebuch eines Südost-Europäers wieder. Das Wiener Pygmalion-Theater nahm Hollingers Künstler-Drama Wenn sich die Wege nur kreuzen in seinen Spielplan auf und brachte es unter der Regie von Dan Stoica am 24. September 2010 in Reșița zur Welturaufführung. Die Wiener Premiere fand am 27. September 2010 statt.

## Werke

### Veröffentlichungen
- Das Till Eulenspiegelbuch von 1513. Seine geistige und soziale Problematik. Wien 1934 (Dissertation).
- Junge Banater Dichtung. Reden und Gedichte einer Feierstunde. Hermannstadt 1940. [Banater Blätter 9].
- Banater Dichtung der Gegenwart. Versuch einer geistigen Schau. Timișoara 1940. [Banater Blätter 12].
- Adam Müller-Guttenbrunn, der Erwecker des Donaudeutschtums. Ein Vortrag. Timișoara 1942.
- Wege zur Moderne. In: Neuer Weg, Bukarest, 17. März 1968.
- Der Weg zum Gedicht. In: Neue Banater Zeitung, Timișoara, 4. August 1968.
- Nicht Minne, sondern Liebe. In: Neue Banater Zeitung, Timișoara, 28. September 1968
- Ein unbekannter Erzähler des Banats: Der Arader Johann Eugen Probst. In: Neuer Weg, Bukarest, 28. September 1968.
- Preyer als Dramatiker. In: Neue Banater Zeitung, Timișoara, 29. Dezember 1968.
- Bürgermeister und Poet dazu. Johann Nepomuk Preyer (1805–1888). In: Neuer Weg, Beilage Kultur und Leben, Bukarest, 4. Januar 1969.
- Charakteristische Kennzeichen der deutschen Volkssprache von Temeswar. In: Annalen der Universität Temeswar, 1969, S. 79–90.
- Das Stadtdeutsch von Temeswar. In: Neuer Weg, Bukarest, 2.–4. April 1970.
- Unbekannte Literaturgeschichte. Briefe von Eugen Probst an Adolf Meschendörfer. In: Karpatenrundschau, Kronstadt, Nr. 38 vom 18. September 1970; auch in: Südostdeutsche Vierteljahresblätter, München, Nr. 1/1972, S. 37–42.
- Beim Meister. Johann Eugen Probst besucht Gottfried Keller. In: Neue Banater Zeitung, Kulturbote, Timișoara, 20. September 1970.
- Was ist Dichtung? In: Volk und Kultur, Bukarest, 23. Jg., 5. Mai 1971.
- Stehen wir noch zu Faust? In: Neue Banater Zeitung, Timișoara, 23. März 1972.
- Faust – Die dichterische Allegorie eines exemplarischen Lebens. In: Volk und Kultur, Bukarest, Heft 6/1972.
- Meine Beziehung zu Karl May. In: Südostdeutsche Vierteljahresblätter, München, Nr. 2/1985, S. 125–127.
- Gedankensplitter aus dem Osten. Aus dem Tagebuch eines Südost-Europäers. Wien 1985.
- Walja. In: Südostdeutsche Vierteljahresblätter, München, Nr. 4/1985, S. 278–286.
- Gedichte. In: Südostdeutsches Kulturwerk, München 1986.
- Temeswar und sein Deutsch. In: Banatica. Beiträge zur deutschen Kultur, Freiburg i. Br., Nr. 4/1989, S. 24–31.
- Aus dem Gedankengut Rudolf Hollingers. In: Donauschwäbische Lehrer und Forschungs-blätter, München, Nr. 3/1995.
- Noch zur rechten Zeit. In: Donauschwabenkalender, Aalen, Ausg. 1996, S. 140–141.
- Schulfreundschaften. In: Südostdeutsche Vierteljahresblätter, München, Nr. 1/1997, S. 23–28.
- Deine Stunde, Tod, ist groß. Gedichte. Linz 1997.
- Von Terpsychore unbegnadet. In: Donauschwabenkalender, Aalen, Ausg. 1998, S. 124–126.
- Sängerwettstreit in Ulmbach. In: Donauschwabenkalender, Aalen, Ausg. 2000, S. 146–148.
- Mosaik eines Untergangs. Erinnerungen. In: Der Donauschwabe, Aalen, 88 Folgen 1999–2002. Hg. von Hans Dama, Wien.

### Dramatische Werke
- Das Portrait. Geschichte einer Liebe (unveröffentlicht)
- Der Bogenstrich (unveröffentlicht)
- Wenn sich Wege nur kreuzen, Uraufführung 24. September 2010 in Reșița
- Echnaton – König von Ägypten. (historisches Drama). 1959 (unveröffentlicht)
- Die Feuerkrone. Dózsas Kampf und Verklärung. (historisches Trauerspiel). (1959) Verlag „Banatul Montan“, 2010, Reschitza, ISBN 978-973-1929-36-1, S. 175
- Ein Fragment aus: Die Feuerkrone. Dózsas Kampf und Verklärung. (Auszug aus einem historischen Theaterstück), Fünfter Aufzug, Erstes Bild. In: Stadium. Gesellschaft und Kultur (Stádium irodalom, müvészet, kultúra), Nr. 2/September 1989 (S. 38–41).

### Herausgeber
- Volk und Schule, Zeitschrift, 1941–1942.
- Theodor Fontane. Effi Briest. Vorwort und Anmerkungen. Timișoara, 1973.

N.B. Fast das ganze Œuvre von Rudolf Hollinger lagert wohlverwahrt, aber unveröffentlicht, in Archiven. Der Germanist Hans Dama setzt sich für die Veröffentlichung des Werks ein.

## Rezeption
Der Historiker Klaus Popa nennt Hollinger zusammen mit 18 anderen „einschlägig belasteten“ und „unkritisch glorifizierten Angehörigen der deutschen Minderheit in Rumänien“, die „nur einen Bruchteil der völkischen und NS-Gesinnungsgenossen […] darstellen, die trotz ihrer ehemals überaus aktiven Militanz […] ohne einschneidende Einbrüche ihre Berufskarrieren in der BRD und in Österreich fortsetzen […] und ein Gewebe von Lügen und Stereotypen um ihre eigene und die NS-Vergangenheit ihrer ‚Volksgruppe‘ […] propagandistisch kultivieren und verbreiten konnten“.
Der Autor Hans Dama schreibt in seinem Nachruf auf Hollinger, dass die Gründung des Fachorgans der „Deutschen Lehrerschaft“ 1941 vom Leiter des Schulamts der Deutschen Volksgruppe in Rumänien Nikolaus Hans Hockl zwar mit dem Ziel angekündigt wurde, „fachliche Schulung auf weltanschaulicher Grundlage des Nationalsozialismus zu vermitteln“. Jedoch sei der Hauptschriftleiter Hollinger weder geistiger Vater der politischen Ausrichtung dieser Zeitschrift noch deren militanter Ideologe gewesen; die Ernennung zum Hauptschriftleiter sei nur auf Grund seiner sprachlichen Kompetenz erfolgt. „Ob dieser Tätigkeit hatte er in der Nachkriegszeit viel zu erdulden. Spät – 1962 –, nach eingehenden staatlichen Recherchen, wurde Rudolf Hollinger auf Anweisung des damaligen rumänischen Unterrichtsministers  Ilie G. Murgulescu […] vollends rehabilitiert. Murgulescu veranlasste Hollingers Rückversetzung an den Lehrstuhl für Germanistik der Universität Temeswar.“